# Engineering Division TP-1
Engineering Division TP-1 là một loại máy bay tiêm kích hai tầng cánh, do Alfred V. Verville và Virginius E. Clark thiết kế, thuộc Engineering Division của Quân đoàn Không quân Lục quân Hoa Kỳ.

## Biến thể
TP-1
XCO-5

## Quốc gia sử dụng
Hoa Kỳ
- Quân đoàn Không quân Lục quân Hoa Kỳ

## Tính năng kỹ chiến thuật
Dữ liệu lấy từ The American Fighter
Đặc tính tổng quát
- Kíp lái: 2
- Chiều dài: 25 ft 1 in (7,65 m)
- Sải cánh: 36 ft 0 in (10,97 m)
- Chiều cao: 10 ft 0 in (3,05 m)
- Diện tích cánh: 375 foot vuông (34,8 m2)
- Trọng lượng rỗng: 2.748 lb (1.246 kg)
- Trọng lượng có tải: 4.363 lb (1.979 kg)
- Động cơ: 1 × Liberty L-12 , 423 hp (315 kW)

Hiệu suất bay
- Vận tốc cực đại: 129 mph (208 km/h; 112 kn) trên mực nước biển
- Vận tốc hành trình: 117 mph (102 kn; 188 km/h)
- Thời gian bay: 3.95 h
- Trần bay: 13.450 ft (4.100 m)
- Vận tốc lên cao: 495 ft/min (2,51 m/s)

Vũ khí trang bị

- Súng:
- 2 × súng máy ,30 in (7,62 mm)
- 3 × súng máy.30-in